# Thierry Tassin
Pour les articles homonymes, voir Tassin.
Thierry Tassin, né le 11 janvier 1959, est un ancien pilote automobile belge, qui a été consultant lors des Grands-Prix de Formule 1 pour la chaîne RTBF. En 2006, il a été reconnu coupable de fraude fiscale. puis a bénéficié en 2007 en appel de la prescription des faits.
Depuis 2019, il est directeur sportif du programme endurance de l'équipe belge WRT en championnat d'Europe et championnat du monde WEC

## Palmarès
- Vice-champion de Formule 3 Britannique 1981
- Championnat de Belgique de voitures de tourisme 1993, 1994
- Champion de Procar belge 1995
- Vainqueur des 24 heures de Spa-Francorchamps 1983, 1986, 1994, 1996